# Fabienne Boffin
Fabienne Boffin (29 de noviembre de 1963) es una deportista francesa que compitió en judo. Ganó una medalla en el Campeonato Mundial de Judo de 1986, y cinco medallas en el Campeonato Europeo de Judo entre los años 1983 y 1991.

## Palmarés internacional
| Campeonato Mundial | Campeonato Mundial        | Campeonato Mundial | Campeonato Mundial |
| Año                | Lugar                     | Medalla            | Categoría          |
| ------------------ | ------------------------- | ------------------ | ------------------ |
| 1986               | Maastricht (Países Bajos) | Medalla de bronce  | –48 kg             |
| Campeonato Europeo |                           |                    |                    |
| Año                | Lugar                     | Medalla            | Categoría          |
| 1983               | Génova (Italia)           | Medalla de bronce  | –48 kg             |
| 1984               | Pirmasens (RFA)           | Medalla de plata   | –48 kg             |
| 1986               | Londres (Reino Unido)     | Medalla de bronce  | –48 kg             |
| 1990               | Fráncfort (RFA)           | Medalla de bronce  | –52 kg             |
| 1991               | Praga (Checoslovaquia)    | Medalla de bronce  | –52 kg             |